# Петровка (Калінінська сільська рада)
Петро́вка (рос. Петровка, башк. Петровка) — присілок у складі Біжбуляцького району Башкортостану, Росія. Входить до складу Калінінської сільської ради.
Населення — 92 особи (2010; 107 в 2002).
Національний склад:
- чуваші — 82 %